# Чемпионат Люксембурга по волейболу среди женщин
Чемпионат Люксембурга по волейболу среди женщин — ежегодное соревнование женских волейбольных команд Люксембурга. Проводится с 1958 года.
Соревнования проходят в трёх дивизионах — Национальной лиге, 1-м и 2-м дивизионах. Организатором чемпионатов является Люксембургская федерация волейбола.

## Формула соревнований (Национальная лига)
Чемпионат в Национальной лиге проводится в два этапа — предварительный и плей-офф. На предварительной стадии команды играют в два круга. По её итогам 4 лучшие выходят в плей-офф и по системе с выбыванием определяют двух финалистов, которые разыгрывают первенство. Серии матчей проводятся до двух побед одного из соперников.  
За победы со счётом 3:0 и 3:1 команды получаю по 3 очка, за победы 3:2 — по 2, за поражения 2:3 — по 1, за поражения 0:3 и 1:3 очки не начисляются.
В чемпионате 2024/25 в Национальной лиге участвовали 8 команд: «Мамер», «Петанж», «Вальфер» (Вальферданж), «ЖИМ Воллей Боннвуа» (Люксембург), «Эшер» (Эш-сюр-Альзетт), «Штайнфорт», «Бертранж», «Эхтернах». Чемпионский титул выиграл «Мамер», победивший в финальной серии «Вальфер» 2-0 (3:1, 3:0). 3-е место занял «ЖИМ Воллей Боннвуа».

## Чемпионы
| - 1958 «Клаузен» Люксембург - 1959 «Клаузен» Люксембург - 1960 «Клаузен» Люксембург - 1961 «Клаузен» Люксембург - 1962 «Лалланж» Эш - 1963 «Лалланж» Эш - 1964 «Лалланж» Эш - 1965 «Лалланж» Эш - 1966 «Клаузен» Люксембург - 1967 «Клаузен» Люксембург - 1968 «Лалланж» Эш - 1969 «Клаузен» Люксембург - 1970 «Клаузен» Люксембург - 1971 «Лалланж» Эш - 1972 «Клаузен» Люксембург - 1973 «Клаузен» Люксембург - 1974 «Клаузен» Люксембург - 1975 «Олимпик» Люксембург - 1976 «Клаузен» Люксембург - 1977 «Клаузен» Люксембург - 1978 «Клаузен» Люксембург - 1979 «Олимпик» Люксембург - 1980 «Клаузен» Люксембург - 1981 «Клаузен» Люксембург - 1982 «Олимпик» Люксембург - 1983 «ЖИМ Воллей Боннвуа» Люксембург - 1984 «Олимпик» Люксембург - 1985 «Олимпик» Люксембург - 1986 «Олимпик» Люксембург - 1987 «Олимпик» Люксембург - 1988 «ЖИМ Воллей Боннвуа» Люксембург - 1989 «Олимпик» Люксембург - 1990 «ЖИМ Воллей Боннвуа» Люксембург - 1991 «ЖИМ Воллей Боннвуа» Люксембург | - 1992 «ЖИМ Воллей Боннвуа» Люксембург - 1993 «ЖИМ Воллей Боннвуа» Люксембург - 1994 «Мамер» - 1995 «Мамер» - 1996 «Мамер» - 1997 «Мамер» - 1998 «ЖИМ Воллей Боннвуа» Люксембург - 1999 «Мамер» - 2000 «Мамер» - 2001 «Мамер» - 2002 «Мамер» - 2003 «Мамер» - 2004 «Воллей’80» Петанж - 2005 «Воллей’80» Петанж - 2006 «Воллей’80» Петанж - 2007 «Мамер» - 2008 «Воллей’80» Петанж - 2009 «Воллей’80» Петанж - 2010 «ЖИМ Воллей Боннвуа» Люксембург - 2011 «Вальфер» Вальферданж - 2012 «ЖИМ Воллей Боннвуа» Люксембург - 2013 «Мамер» - 2014 «Вальфер» Вальферданж - 2015 «Вальфер» Вальферданж - 2016 «Мамер» - 2017 «Вальфер» Вальферданж - 2018 «Вальфер» Вальферданж - 2019 «Вальфер» Вальферданж - 2020 чемпионат не завершён, итоги не подведены - 2021 «Вальфер» Вальферданж - 2022 «Вальфер» Вальферданж - 2023 «Вальфер» Вальферданж - 2024 «Вальфер» Вальферданж - 2025 «Мамер» |